# Eta Sagittarii
Désignations
Êta Sagittarii, en abrégé η Sgr dans la Désignation de Bayer est une étoile binaire de la constellation du Sagittaire. 
On le connaissait autrefois sous le nom de « Beta Telescopii » (β Tel).

## Nomenclature
Rabah el Warida est le nom propre de Eta Sagittarii / η Sgr. C’est l’arabe الواردة رابع Rābiᶜ al-Wārida. Pour le comprendre, il faut voir que l’espace gréco-arabe de Sagittarius est occupé, dans le ciel arabe traditionnel, par une grande scène animalière nommée النعايم al-Naᶜā’im, « les Autruches », qui correspond à la XXe des manāzil al-qamar ou « stations lunaires », appellation qui concerne deux groupes. L'un est الواردة النعايم al-Naᶜā’im al-Wārida, « les Autruches qui descendent [boire] » au Fleuve, en arabe النهر al-Nahar, qui est un des noms de la Voie lactée, tandis que l'autre est النعايم الصادرة al-Naᶜā’im al-Ṣādira, « les Autruches qui reviennent [de boire] ». Ces deux groupes sont articulés de part et d’autre de راحي النعايم Rāᶜī al-Naᶜā’im, « le Berger des Autruches ». Voir l’image intitulée « النعايم  al-Naᶜā’im, la figure arabe des Autruches près de la voie lactée » dans la page consacrée à la constellation du Sagittaire.
Nous avons doc الواردة النعايم al-Naᶜā’im al-Wārida, « les Autruches qui descendent [boire] » pour le groupe γηδε Sgr en classant les étoiles selon l'ordre de leurs ascensions droites. Elles sont individualisées en tout ou ne partie dans des catalogues tardifs, ainsi dans le traité de al-Tīzīnī (1533). Le nom Rabah el Warida, qui est probablement une coquille pour Rab(i)ha  el Warida se rencontre chez Ahmed Benhamouda (1950), qui donne Alwarida tertia, à partir de l'ordre donné par Louis Amélie Sédillot (1841). Mais le nom est diffusé dans les catalogues modernes à partir de la transcription Rabah al-Waridah |i.e.] Quarta τῶν al Warida donnée par la présentation du traité de l’Égyptien Muḥammad al-Aḫsāsī al-Muwaqqit, Durrāt al-muḍiyya fī ’l-ᶜamal al-šamsiyya ou « Perles de brillance de l’activité solaire » par Edward Ball Knobel.

## Propriétés
Êta Sagittarii /η Sgr est située à 149 années-lumière de la Terre.
Sa principale composante, η Sagittarii A, est une géante rouge de type spectral M3.5. Il s'agit d'une étoile variable avec de petites fluctuations de magnitude entre +3,08 et 3,12, et elle est rangée parmi les variables irrégulières.
Son compagnon le plus brillant, η Sagittarii B, est une étoile naine de type spectral F, avec une magnitude apparente de +7,77. Il est à une distance de 165 unités astronomiques de η Sagittarii A et met environ 1 300 ans pour décrire une orbite. Les deux étoiles sont séparées sur le ciel par 3,6 secondes angulaires.
Il existe également deux compagnons purement optiques recensés, qui sont plus lointains et plus faibles, η Sagittarii C de 13e magnitude, séparé de A de 33 secondes angulaires et η Sagittarii D, de 10e magnitude, séparé de A par 93 secondes angulaires.